# Atomo a due elettroni
In fisica atomica, un atomo a due elettroni o ione simile all'elio è un atomo costituito da un nucleo di carica Z e da due soli elettroni. La trattazione teorica di tali atomi rappresenta il passo successivo a quella più semplice dell'atomo di idrogeno (con un solo elettrone). Infatti, la presenza di un secondo elettrone, oltre al nucleo, ne fa rientrare l'analisi nella categoria dei problemi dei tre corpi, che in generale ammettono solo soluzioni approssimate. Inoltre, per spiegare il comportamento dei due elettroni, occorre utilizzare il principio di esclusione di Pauli.
Esempi di tali atomi, partendo dalla carica nucleare Z più bassa, sono:
| Z = 1: | H−   | idruro           |
| Z = 2: | He   | atomo di elio    |
| Z = 3: | Li+  | ione di litio    |
| Z = 4: | Be2+ | ione di berillio |
| Z = 5: | B3+  | ione di boro     |

## Formulazione quantistica
Lo studio di tali atomi richiede la meccanica quantistica, partendo dall'equazione di Schrödinger, che trascura gli effetti più fini della Relatività (struttura fine), ma semplifica i calcoli.
Quindi si costruisce l'equazione di Schrödinger per questi sistemi, ottenendo:
{\displaystyle E\psi =-\hbar ^{2}\left[{\frac {1}{2\mu }}\left(\nabla _{1}^{2}+\nabla _{2}^{2}\right)+{\frac {1}{M}}\nabla _{1}\cdot \nabla _{2}\right]\psi +{\frac {e^{2}}{4\pi \varepsilon _{0}}}\left[{\frac {1}{|r_{12}|}}-Z\left({\frac {1}{|r_{1}|}}+{\frac {1}{|r_{2}|}}\right)\right]\psi }, 
dove {\displaystyle r_{1}} è la posizione del primo elettrone rispetto al nucleo, {\displaystyle r_{2}} è la posizione del secondo rispetto al nucleo, {\displaystyle |{r}_{12}|=|{r}_{2}-{r}_{1}|}, cioè la distanza tra i due elettroni, {\displaystyle \mu } è la massa ridotta del sistema a due corpi formato da un elettrone rispetto al nucleo di massa {\displaystyle M}, ossia {\displaystyle \mu ={\frac {m_{e}M}{m_{e}+M}}} e {\displaystyle Z} è il numero atomico dell'elemento.
Il termine con i due laplaciani, {\displaystyle {\frac {1}{M}}\nabla _{1}\cdot \nabla _{2}}, è definito come termine di polarizzazione di massa, che deriva dal movimento dei nuclei atomici, {\displaystyle \psi } è nota in meccanica quantistica come funzione d'onda e dipende dalle posizioni dei due elettroni, ossia {\displaystyle \psi =\psi ({r}_{1},{r}_{2})}.
Come in generale per i problemi a tre corpi, non esiste una soluzione esatta per questa equazione.

## Spettro
Lo spettro ottico di tali atomi è caratterizzato da due sistemi di linee: uno denominato "para" (singoletto, ossia caratterizzato da linee singole) e uno denominato "orto" (tripletto, ossia caratterizzato da gruppi di tre linee vicine). Le linee para corrispondono ai livelli energetici atomici 1S0, 1P1, 1D2, 1F3, ecc., mentre quelle orto corrispondono ai livelli: 3S1, 3P2, 3P1, 3P0, 3D3,3D2,3D1, 3F4, 3F3 e 3F2. Gli elementi alcalino-terrosi e il mercurio hanno spettri con caratteristiche simili, dovuti ai due elettroni di valenza esterni.